# Liste der Wappen im Landkreis Saalfeld-Rudolstadt
Diese Liste zeigt die Wappen der Städte und Gemeinden sowie Wappen von ehemals selbstständigen Städten und Gemeinden und aufgelösten Landkreisen im Landkreis Saalfeld-Rudolstadt in Thüringen.

Wappen des Landkreises Saalfeld-Rudolstadt[1]
Der Landkreis Saalfeld-Rudolstadt in Thüringen
Der Landkreis Saalfeld-Rudolstadt in Deutschland

## Wappen der Städte und Gemeinden
- Gemeinde
Allendorf
- Gemeinde
Altenbeuthen
- Stadt
Bad Blankenburg[2]
- Gemeinde
Bechstedt
- Gemeinde
Cursdorf[3]
- Gemeinde
Deesbach
- Gemeinde
Döschnitz
- Gemeinde
Drognitz
- Stadt
Gräfenthal[4]
- Gemeinde
Hohenwarte
- Gemeinde
Katzhütte[5]
- Gemeinde
Kaulsdorf[6]
- Stadt
Königsee
- Stadt
Lehesten[7]
- Stadt
Leutenberg[8]
- Gemeinde
Meura[9]
- Gemeinde
Probstzella[10]
- Gemeinde
Rohrbach[11]
- Stadt
Rudolstadt[12] → Details
- Kreisstadt
Saalfeld/Saale[13]
- Stadt und Landgemeinde
Schwarzatal
- Gemeinde
Schwarzburg
- Gemeinde
Sitzendorf
- Gemeinde
Uhlstädt-Kirchhasel
- Gemeinde
Unterweißbach
- Gemeinde
Unterwellenborn[14]

## Wappen ehemaliger Städte und Gemeinden

Stadt Saalfeld/Saale Ortsteil Arnsgereuth

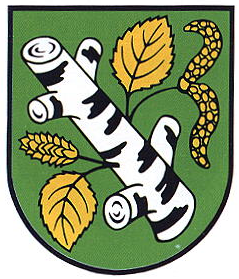
Gemeinde Unterwellenborn Ortsteil Birkigt
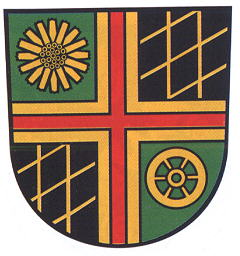
Stadt Königsee Ortsteil Dröbischau
Stadt Königsee Ortsteil Egelsdorf
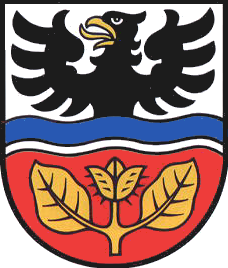
Gemeinde Unterwellenborn Ortsteil Goßwitz
Gemeinde Kaulsdorf Ortsteil Hockeroda
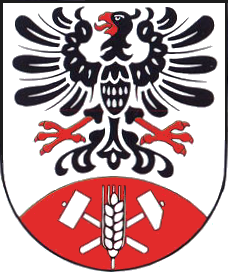
Gemeinde Unterwellenborn Ortsteil Kamsdorf
Gemeinde Uhlstädt-Kirchhasel Ortsteil Kirchhasel
Stadt Königsee Ortsteil Köditz
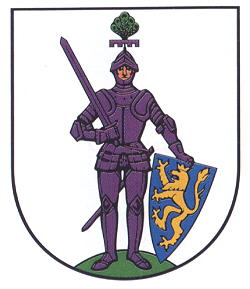
Stadt Königsee Ortsteil Königsee
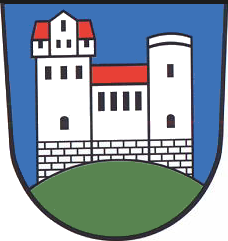
Gemeinde Unterwellenborn Ortsteil Könitz
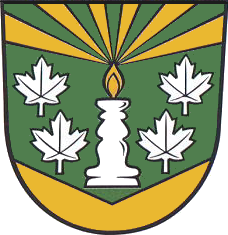
Stadt Neuhaus am Rennweg (SON) Ortsteil Lichte
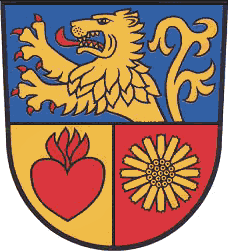
Stadt und Landgemeinde Schwarzatal Ortsteil Lichtenhain/Bergbahn
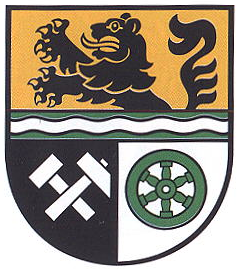
Gemeinde Probstzella Ortsteil Marktgölitz
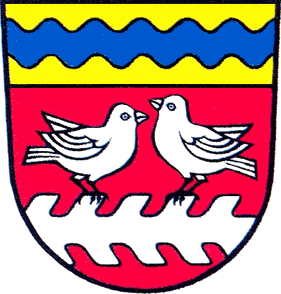
Stadt und Landgemeinde Schwarzatal Ortsteil Mellenbach-Glasbach
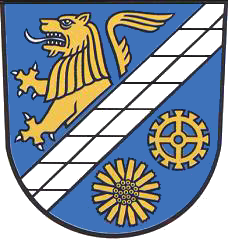
Stadt und Landgemeinde Schwarzatal Ortsteil Meuselbach-Schwarzmühle
Stadt Königsee Ortsteil Oberhain
Stadt und Landgemeinde Schwarzatal Ortsteil Oberweißbach/Thür. Wald
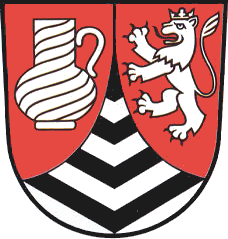
Stadt Neuhaus am Rennweg (SON) Ortsteil Piesau
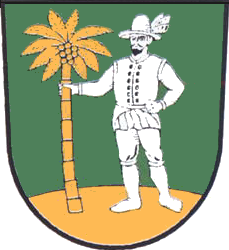
Kreisstadt Saalfeld/Saale Ortsteil Reichmannsdorf
Gemeinde Drognitz Ortsteil Reitzengeschwenda
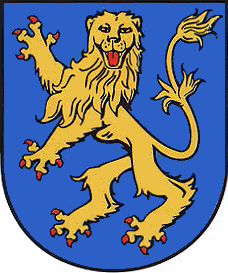
Stadt Rudolstadt Ortsteil Remda
Stadt Remda-Teichel
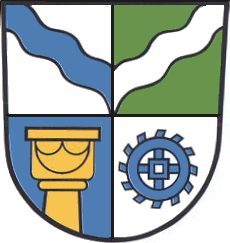
Stadt Königsee Ortsteil Rottenbach
Gemeinde Saalfelder Höhe
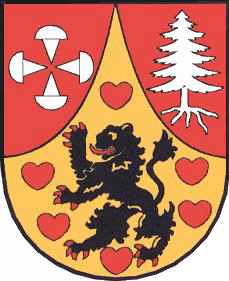
Kreisstadt Saalfeld/Saale Ortsteil Schmiedefeld
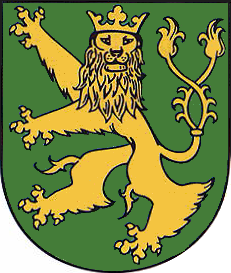
Stadt Rudolstadt Ortsteil Teichel
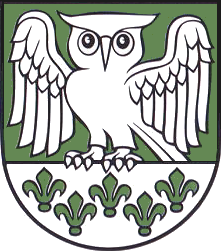
Gemeinde Uhlstädt-Kirchhasel Ortsteil Uhlstädt
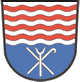
Gemeinde Unterwellenborn Ortsteil Unterwellenborn
Gemeinde Uhlstädt-Kirchhasel Ortsteil Weißen
Kreisstadt Saalfeld/Saale Ortsteil Wittgendorf
Gemeinde Uhlstädt-Kirchhasel Ortsteil Zeutsch
Gemeinde Unterwellenborn
Ortsteil Birkigt[15]
- Stadt Königsee
Ortsteil Dröbischau[16]
- Stadt Königsee
Ortsteil Egelsdorf[17]
Gemeinde Unterwellenborn
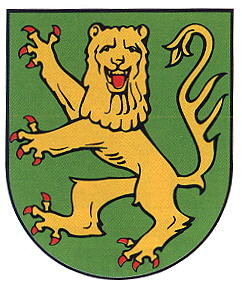
Stadt Bad Blankenburg
Ortsteil Goßwitz[18]
Gemeinde Kaulsdorf
Ortsteil Hockeroda[19]
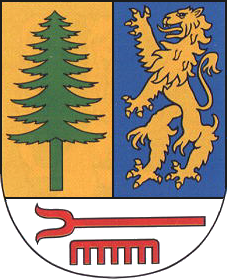
Gemeinde Unterwellenborn
Ortsteil Kamsdorf[20]
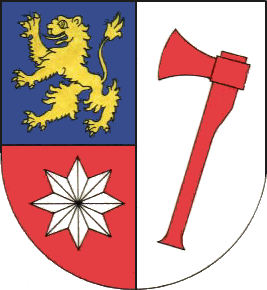
Gemeinde Uhlstädt-Kirchhasel
Ortsteil Kirchhasel[21]
- Stadt Königsee
Ortsteil Köditz[22]
- Stadt Königsee
Ortsteil Königsee[23]
Gemeinde Unterwellenborn Ortsteil Könitz[24]
- Stadt Neuhaus am Rennweg (SON)
Ortsteil Lichte[25]
- Stadt und Landgemeinde Schwarzatal
Ortsteil Lichtenhain/Bergbahn[26]
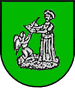
Gemeinde Probstzella
Ortsteil Marktgölitz[27]
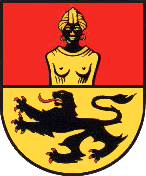
Stadt und Landgemeinde Schwarzatal
Ortsteil Mellenbach-Glasbach[28]
- Stadt und Landgemeinde Schwarzatal
Ortsteil Meuselbach-Schwarzmühle[29]
- Stadt Königsee
Ortsteil Oberhain
- Stadt und Landgemeinde Schwarzatal
Ortsteil Oberweißbach/Thür. Wald[30]
- Stadt Neuhaus am Rennweg (SON)
Ortsteil Piesau[31]
- Kreisstadt Saalfeld/Saale
Ortsteil Reichmannsdorf[32]
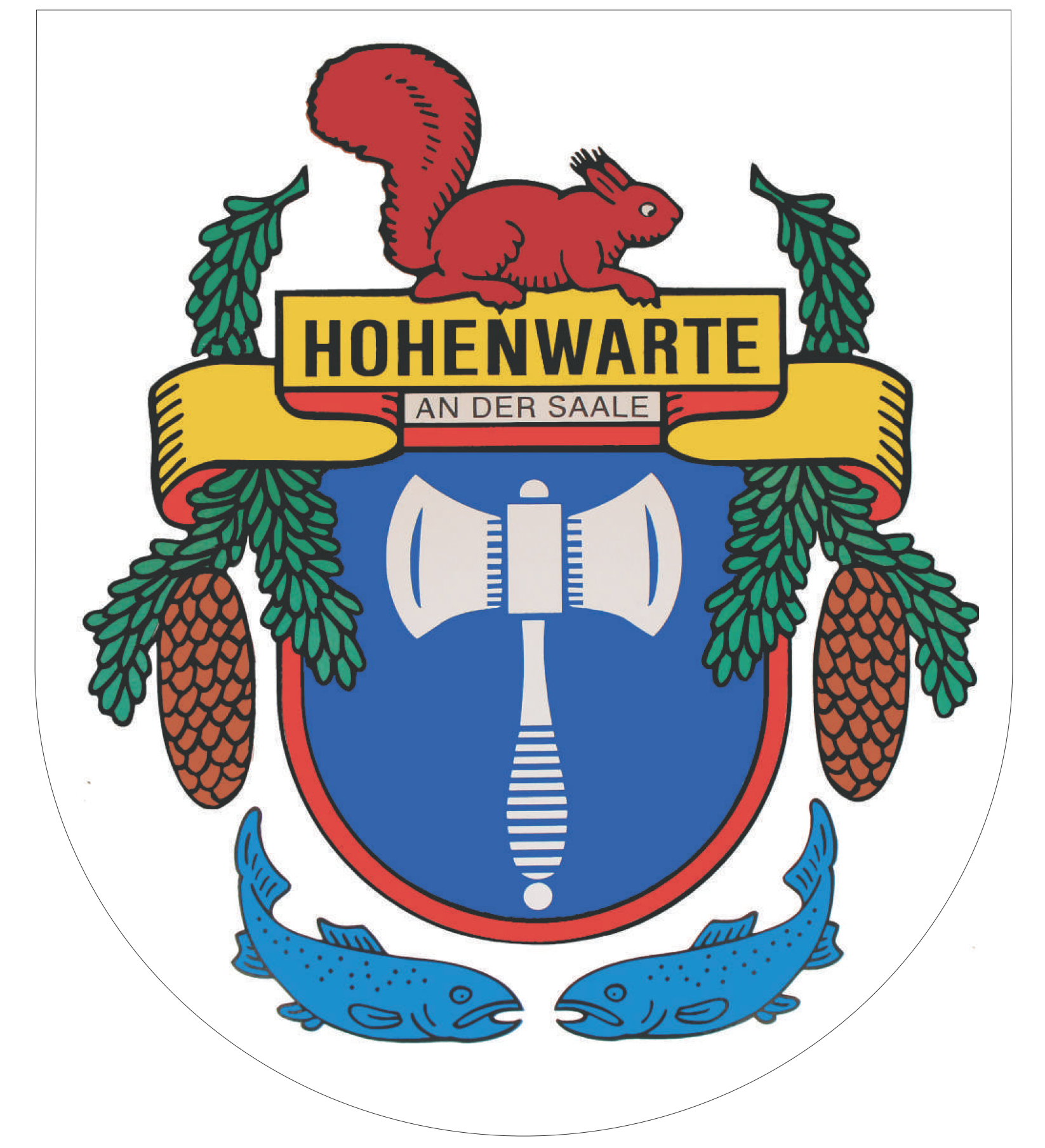
Gemeinde Drognitz
Ortsteil Reitzengeschwenda[33]
- Stadt Rudolstadt
Ortsteil Remda[34]
- Stadt
Remda-Teichel
- Stadt Königsee
Ortsteil Rottenbach[35]
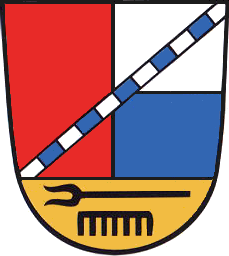
Gemeinde
Saalfelder Höhe
- Kreisstadt Saalfeld/Saale
Ortsteil Schmiedefeld[36]
- Stadt Rudolstadt
Ortsteil Teichel[37]
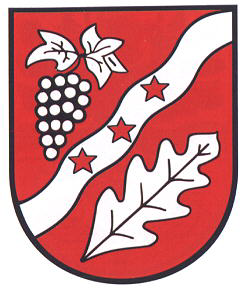
Gemeinde Uhlstädt-Kirchhasel
Stadt Königsee
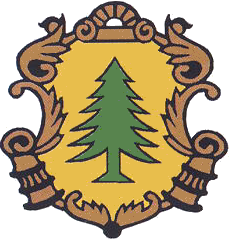
Stadt Lehesten
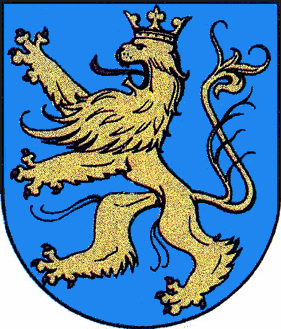
Stadt Leutenberg
Ortsteil Uhlstädt[38]
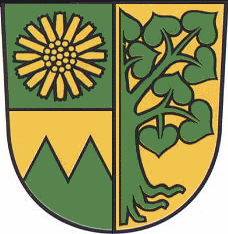
Gemeinde Unterwellenborn
Ortsteil Unterwellenborn
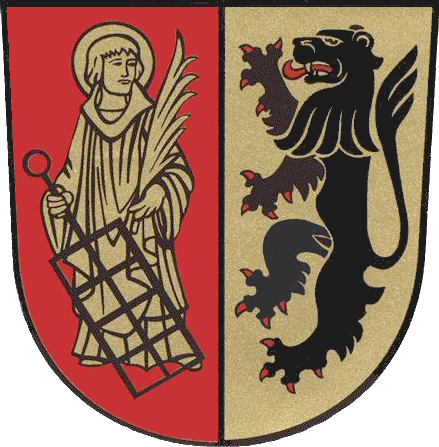
Gemeinde Uhlstädt-Kirchhasel Ortsteil Weißen
- Kreisstadt Saalfeld/Saale
Ortsteil Wittgendorf
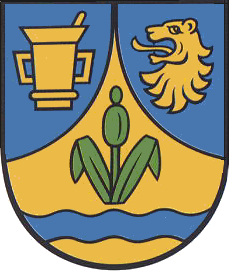
Gemeinde Uhlstädt-Kirchhasel
Stadt Rudolstadt → Details
Kreisstadt Saalfeld/Saale
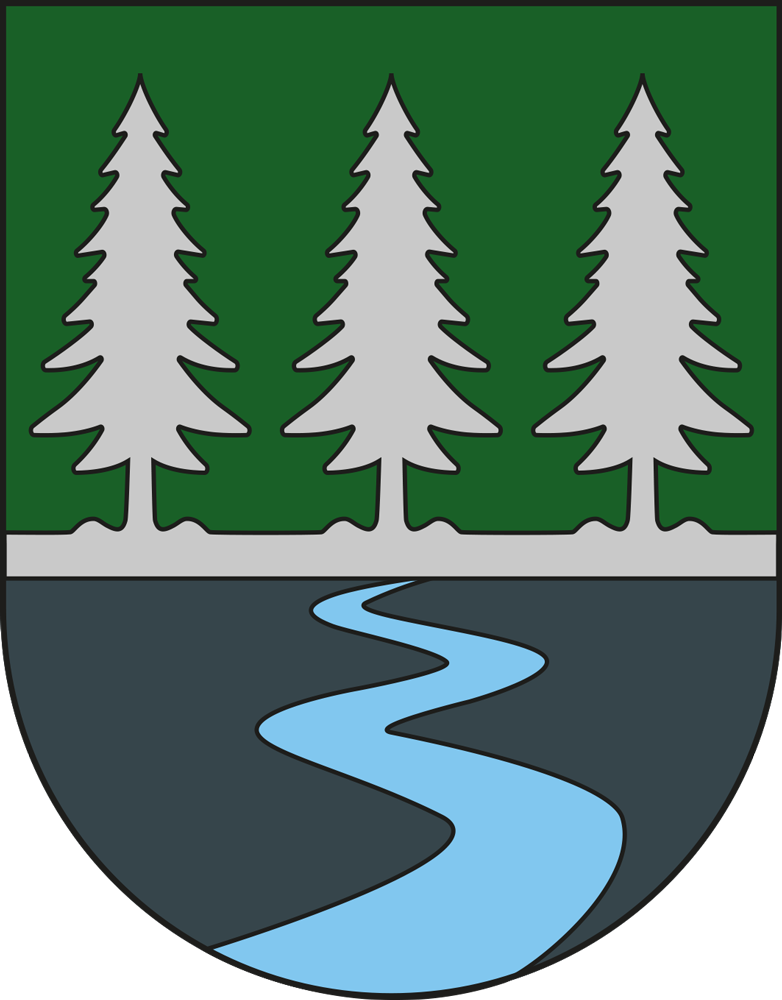
Stadt und Landgemeinde Schwarzatal
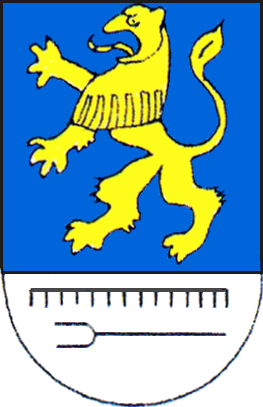
Gemeinde Schwarzburg
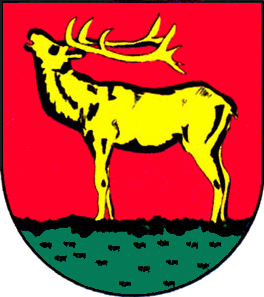
Gemeinde Sitzendorf
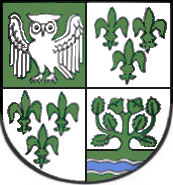
Gemeinde Uhlstädt-Kirchhasel
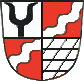
Gemeinde Unterweißbach
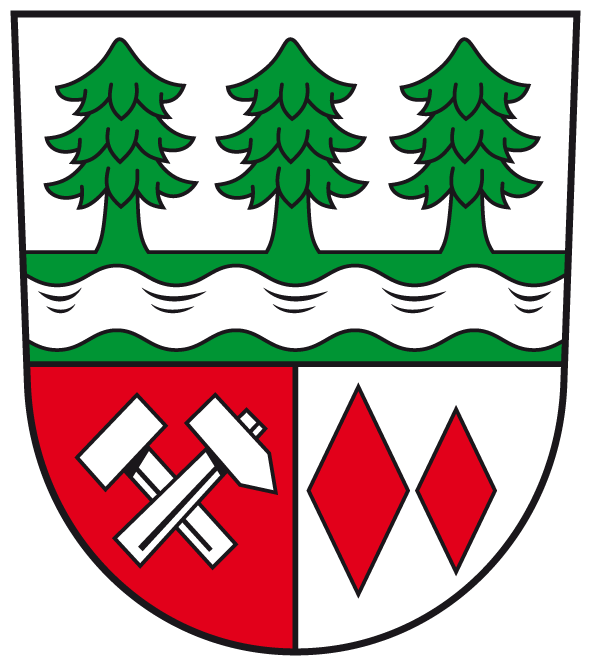
Gemeinde Unterwellenborn
Ortsteil Zeutsch[40]

## Blasonierungen
1. ↑  Landkreiswappen: „Geviert; Feld 1 und 4: in Gold ein schwarzer, golden nimbierter, rot bewehrter Doppeladler, die Brust belegt mit einem goldenen Schild mit einem Fürstenhut, über den Adlerköpfen schwebend eine Kaiserkrone mit roten Kappen, in den Fängen ein goldenes Zepter und einen goldenen Reichsapfel haltend, darunter eine rote Streugabel über einem roten Kamm; Feld 2 und 3: neunmal von Schwarz und Gold geteilt, belegt mit einem schrägrechten, grünen Rautenkranz.“
2. ↑  Bad Blankenburg: „In Grün ein aufgerichteter hersehender goldener Löwe mit roter Zunge und Bewehrung.“ (Hauptsatzung § 2 Abs.1)
3. ↑  Cursdorf: „Gespalten von Gold und Blau mit silbernem Schildfuß; vorn eine grüne Tanne, hinten ein aufgerichteter rechtsgewendeter goldener Löwe, im Schildfuß eine rote Streugabel über einem roten Rosskamm.“
4. ↑  Gräfenthal: „Geteilt von Rot über Gold; oben wachsend der Rumpf einer hersehenden Mohrin in goldenem Kleid und mit goldenem Turban, unten ein springender schwarzer Löwe mit roter Zunge.“
5. ↑  Katzhütte: „Über goldenem Schildfuß, darin ein schwarzer Kamm unter einer liegenden schwarzen Gabel, gespalten und halb geteilt von Rot, Silber und Blau überdeckt durch einen schräglinken von Silber und Blau gestückten Stabbalken.“
6. ↑  Kaulsdorf: „In Rot, geteilt durch ein schrägliegendes, mit drei roten Sternen belegtes, silbernes Wellenband, oben eine silberne Weintraube mit zwei Blättern, unten ein silbernes Eichenblatt.“
7. ↑  Lehesten: „In Gold eine stilisierte bewurzelte Tanne.“
8. ↑  Leutenberg: „In Blau ein gekrönter goldener Löwe mit roter Zunge und Bewehrung.“
9. ↑  Meura: „Halbgeteilt und gespalten; oben vorn in Grün eine goldene Arnikablüte, unten vorn von Gold und Grün durch Spitzenschnitt geteilt, hinten in Gold eine halbe grüne Linde am Spalt.“
10. ↑  Probstzella: „Gespalten von Rot und Gold; vorn eine goldene Heiligenfigur mit einem goldenen Palmenzweig in der Linken und einen schwarzen Rost in der Rechten haltend, hinten ein rotbewehrter und rotbezungter schwarzer Löwe.“
11. ↑  Rohrbach: „In Blau, von einer eingebogenen goldenen Spitze, worin über einem blauen Wellenband ein grüner Rohrkolben, gespalten; vorn ein goldener Mörser, hinten ein goldener Löwenkopf.“
12. ↑  Rudolstadt: „In Grün ein nach links steigender golden bekrönter und bewehrter doppelschwänziger goldener Löwe.“
13. ↑  Saalfeld/Saale: „In Grün zwei aufgerichtete abgewendete silberne Fische, begleitet von zwei sechseckigen silbernen Sternen.“
14. ↑  Unterwellenborn: „Geteilt und halbgespalten; oben in Silber aus einem grünen Balken, der mit einem silbernen Wellenbalken belegt ist, wachsend drei grüne Nadelbäume, unten rechts in Rot ein silbernes Gezähe, unten links in Silber zwei rote Rauten.“
15. ↑  Birkigt: „In Grün ein schrägrechts liegender silberner Birkenast mit zwei goldenen Blättern und goldenen Blüten.“
16. ↑  Dröbischau: „In von Grün und Schwarz geviertem Schild ein durchgehendes golden bordiertes rotes Kreuz; im Feld 1: eine goldene Arnikablüte, im Feld 2 und 3: ein goldenes Rautengitter, Feld 4: ein goldenes sechsspeichiges Rad.“
17. ↑  Egelsdorf: „Gespalten von Gold und Blau; vorn eine blaue Flachspflanze, hinten ein durchgehendes goldenes Kreuz.“
18. ↑  Goßwitz: „Durch einen blauen, unten silbern bordierten, Wellenbalken geteilt von Silber und Rot; oben ein wachsender schwarzer Adler mit goldenem Schnabel, unten ein goldener Buchenzweig mit zwei Blättern und einer Frucht.“
19. ↑  Hockeroda: „In Silber eine blaue Wellendeichsel, begleitet von drei grünen Nadelbäumen.“
20. ↑  Kamsdorf: „In Silber über einem mit einer silbernen Ähre mit gekreuztem Schlägel und Eisen belegten roten Berg schwebend ein rechtsgewendeter rot bewehrter schwarzer Adler.“
21. ↑  Kirchhasel: „In Silber aus grünem Schildfuß wachsend ein grüner Haselstrauch mit sechs Blättern und zwei Früchten, der Schildfuß belegt mit einem blauen, silbern bordierten Wellenbalken.“
22. ↑  Köditz: „In Gold eine eingebogene erhöhte blaue Spitze mit einem rechtsgewendeten goldenen Löwen, vorn ein schwarzes Mühlrad, hinten eine blaue Weintraube mit schwarzem geschwungenen Stiel.“
23. ↑  Ortsteil Königsee: „In Silber auf grünem Berg stehend ein geharnischter Ritter, in der linken Hand einen blauen Schild mit gekröntem goldenem Löwen, in der Rechten das aus der gegürteten Scheide gezogene und geschulterte Schwert haltend, der Helm mit grünem Pfauenwedel und Rechenbalken.“
24. ↑  Könitz: „In Blau auf einem grünen Berg eine silberne Burg mit einem gaubenbedachten und einem unbedachten Turm, die durch einen rotbedachten Mittelbau verbunden sind.“
25. ↑  Lichte: „In Grün mit goldenem Winkelschildfuß ein silberner Leuchter mit goldener Flamme und ständerförmig angeordneten Strahlen im Schildhaupt, beseitet von je zwei silbernen Ahornblättern.“ (Hauptsatzung § 3 Abs.2)
26. ↑  Lichtenhain/Bergbahn: „Geteilt und halb gespalten; oben in Blau ein aufsteigender goldener Löwe mit roter ausgeschlagener Zung und Bewehrung, unten vorn in Gold ein rotes Herz mit roten Flammen, unten hinten in Rot eine goldene Arnikablüte.“
27. ↑  Marktgölitz: „Geteilt durch einen grünen, mit silbernem Wellenbalken belegten, Balken und halbgespalten, oben in Gold ein aufsteigender schwarzer, goldbewehrter Löwe, unten vorn in Schwarz silberner gekreuzter Hammer und Schlägel, hinten in Silber ein grünes sechsspeichiges Rad.“
28. ↑  Mellenbach-Glasbach: „Unter goldenem Schildhaupt, darin ein blaues Wellenband, in Rot zwei einander zugewandte silberne Vögel auf einem silbernen Astbalken.“
29. ↑  Meuselbach-Schwarzmühle: „In Blau ein silberner, mit einem Rautengitter belegter, Schräglinksbalken, oben ein wachsender goldener, silbern bewehrter Löwe, unten eine goldene Arnikablüte und ein goldenes Mühlrad.“
30. ↑  Oberweißbach: „In Rot eine aus dem Schildfuß wachsende silbern gekleidete Frauengestalt mit goldenen Haaren und verbundenen Augen, in der Rechten ein gesenktes silbernes Schwert und in der linken Hand eine silberne Waage haltend.“
31. ↑  Piesau: „In Rot eine eingebogene aufsteigende silberne Spitze, vorn ein silberner Krug, hinten ein silberner, gekrönter Löwe, die Spitze mit vier schwarzen Sturzsparren belegt.“
32. ↑  Reichmannsdorf: „In Grün ein eingebogener goldener Schildfuß; darauf rechts eine goldene Palme und links eine silberne männliche Person mit schwarzem Bart in Bergmannskleidung mit Hut, in der Rechten den Palmenstamm umfassend und die Linke eingestützt.“
33. ↑  Reitzengeschwenda: „In Silber eine grüne Lilie; im roten Schildhaupt ein silbernes schwebendes Kreuz, beseitet von je einem schwebenden silbernen Pfahl.“
34. ↑  Remda: „In Blau ein aufgerichteter, hersehender goldener Löwe mit roter Zunge und Bewehrung.“
35. ↑  Rottenbach: „Geviert; Feld 1: In Silber ein blauer, schrägrechter Wellenbalken, Feld 2: in Grün ein silberner, schräglinker Wellenbalken; Feld 3: in Blau ein goldenes Säulenkapitell mit einem Schild, der mit zwei weiteren Schilden belegt ist, Feld 4: in Silber ein blaues Mühlrad.“
36. ↑  Schmiedefeld: „In Rot eine eingebogene goldene Spitze, belegt mit einem schwarzen, rotbewehrten Löwen, der von sechs roten Herzen umgeben ist, begleitet vorn von vier kreuzweise angeordneten silbernen Nägeln und hinten von einer bewurzelten silbernen Fichte.“
37. ↑  Teichel: „In Grün ein hersehender doppelschwänziger, gekrönter goldener Löwe.“
38. ↑  Uhlstädt: „In Grün über einem silbernen, mit fünf grünen Lilien belegten, Schildfuß eine herschauende silberne Eule mit ausgebreiteten Flügeln.“
39. ↑  Weißen: „Geteilt; die Teilung belegt mit einer silbernen Wellenleiste, oben in Rot eine geschweift gestürzte goldene Spitze, belegt mit einer roten Lilie, die roten Felder mit je einer goldenen Lilie belegt, unten in Grün drei goldene Blätter.“
40. ↑  Zeutsch: „In Blau ein goldenes dreispeichiges Viertelrad.“